# Coenonycha ovatis
Coenonycha ovatis är en skalbaggsart som beskrevs av Mcclay 1943. Coenonycha ovatis ingår i släktet Coenonycha och familjen Melolonthidae. Inga underarter finns listade i Catalogue of Life.